# アレクシナツ
 アレクシナツ  (セルビア語: Алексинац) は、セルビア南部のニシャヴァ地区にある町および自治体である。2011年の国勢調査によると、町の人口は 17,978人で、自治体の人口は51,863人。